# 안쥐구

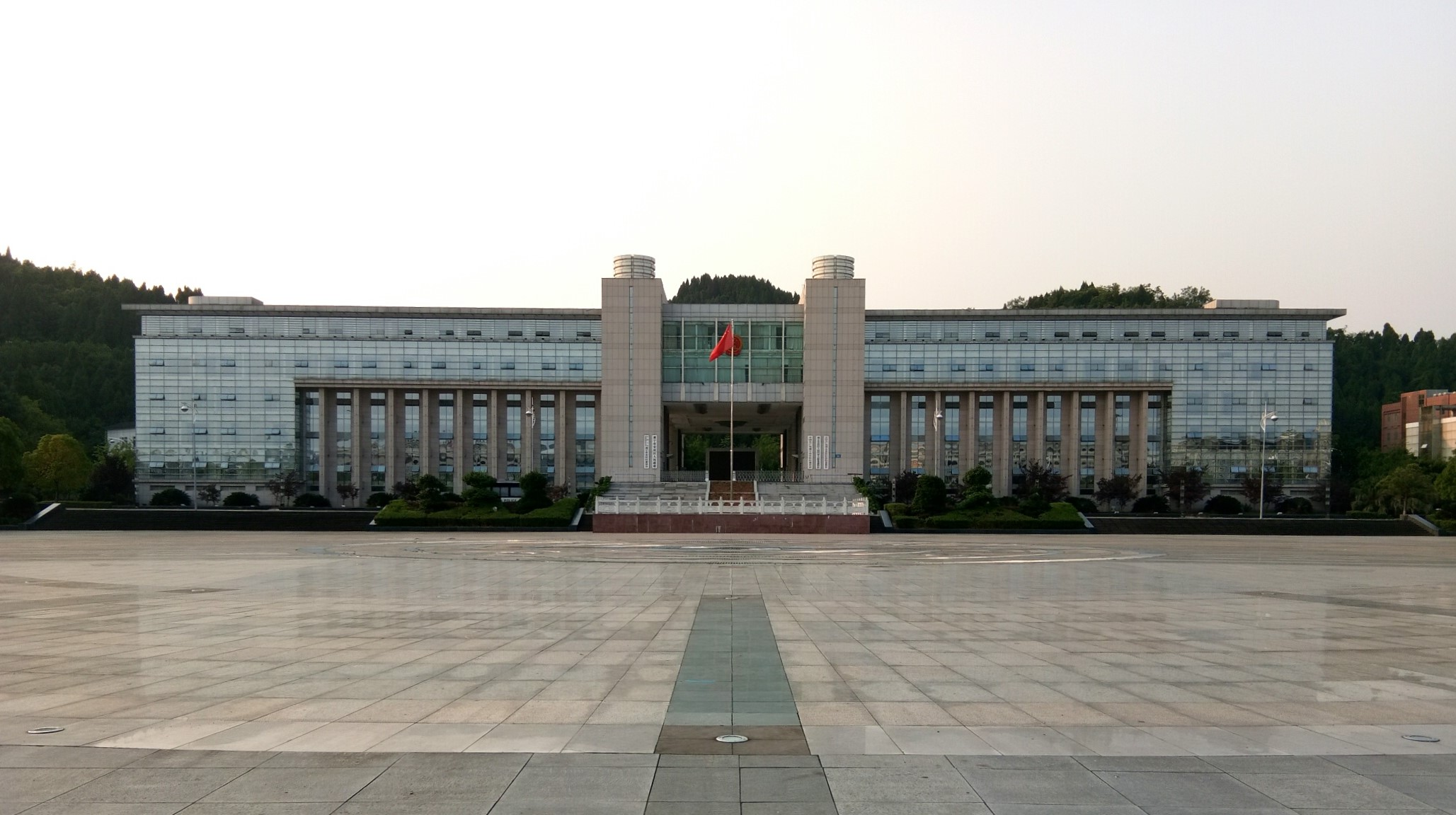

안쥐구(한국어: 안거구, 중국어: 安居区, 병음: Ānjū Qū)는 중화인민공화국 쓰촨성 쑤이닝시의 현급 행정구역이다. 넓이는 1258km2이고, 인구는 2007년 기준으로 820,000명이다.

## 행정 구역
14개 진, 7개 향을 관할한다.
- 진: 安居镇, 东禅镇, 分水镇, 石洞镇, 拦江镇, 保石镇, 白马镇, 中兴镇, 横山镇, 会龙镇, 三家镇, 玉丰镇, 西眉镇, 磨溪镇.
- 향: 聚贤乡, 莲花乡, 观音乡, 步云乡, 常理乡, 大安乡, 马家乡.